# Charency
Pour l’article homonyme, voir Charency-Vezin.
 (mai 2010).
Charency est une commune française située dans le département du Jura, la région culturelle et historique de Franche-Comté et la région administrative Bourgogne-Franche-Comté.
Elle fait partie de la communauté de communes Champagnole Nozeroy Jura.

## Géographie

### Climat
Pour des articles plus généraux, voir Climat de la Bourgogne-Franche-Comté et Climat du département du Jura.
En 2010, le climat de la commune est de type climat de montagne, selon une étude du Centre national de la recherche scientifique s'appuyant sur une série de données couvrant la période 1971-2000. En 2020, Météo-France publie une typologie des climats de la France métropolitaine dans laquelle la commune est dans une zone de transition entre le climat semi-continental et le climat de montagne et est dans la région climatique  Jura, caractérisée par une forte pluviométrie en toutes saisons (1 000 à 1 500 mm/an), des hivers rigoureux et un ensoleillement médiocre. 
Pour la période 1971-2000, la température annuelle moyenne est de 8,2 °C, avec une amplitude thermique annuelle de 16,6 °C. Le cumul annuel moyen de précipitations est de 1 665 mm, avec 13,3 jours de précipitations en janvier et 10,5 jours en juillet. Pour la période 1991-2020, la température moyenne annuelle observée sur la station météorologique de Météo-France la plus proche, « Champagnole », sur la commune de Champagnole à 7 km à vol d'oiseau, est de 9,4 °C et le cumul annuel moyen de précipitations est de 1 573,2 mm. 
La température maximale relevée sur cette station est de 37,5 °C, atteinte le 24 juillet 2019 ; la température minimale est de −23,5 °C, atteinte le 24 décembre 2001,,. 
Les paramètres climatiques de la commune ont été estimés pour le milieu du siècle (2041-2070) selon différents scénarios d'émission de gaz à effet de serre à partir des nouvelles projections climatiques de référence DRIAS-2020. Ils sont consultables sur un site dédié publié par Météo-France en novembre 2022.

## Urbanisme

### Typologie
Au 1er janvier 2024, Charency est catégorisée commune rurale à habitat très dispersé, selon la nouvelle grille communale de densité à sept niveaux définie par l'Insee en 2022.
Elle est située hors unité urbaine. Par ailleurs la commune fait partie de l'aire d'attraction de Champagnole, dont elle est une commune de la couronne,. Cette aire, qui regroupe 43 communes, est catégorisée dans les aires de moins de 50 000 habitants,.

### Occupation des sols
L'occupation des sols de la commune, telle qu'elle ressort de la base de données européenne d’occupation biophysique des sols Corine Land Cover (CLC), est marquée par l'importance des territoires agricoles (68,7 % en 2018), une proportion identique à celle de 1990 (68,7 %). La répartition détaillée en 2018 est la suivante : 
zones agricoles hétérogènes (36,7 %), prairies (32 %), forêts (31,3 %). L'évolution de l’occupation des sols de la commune et de ses infrastructures peut être observée sur les différentes représentations cartographiques du territoire : la carte de Cassini (XVIIIe siècle), la carte d'état-major (1820-1866) et les cartes ou photos aériennes de l'IGN pour la période actuelle (1950 à aujourd'hui).

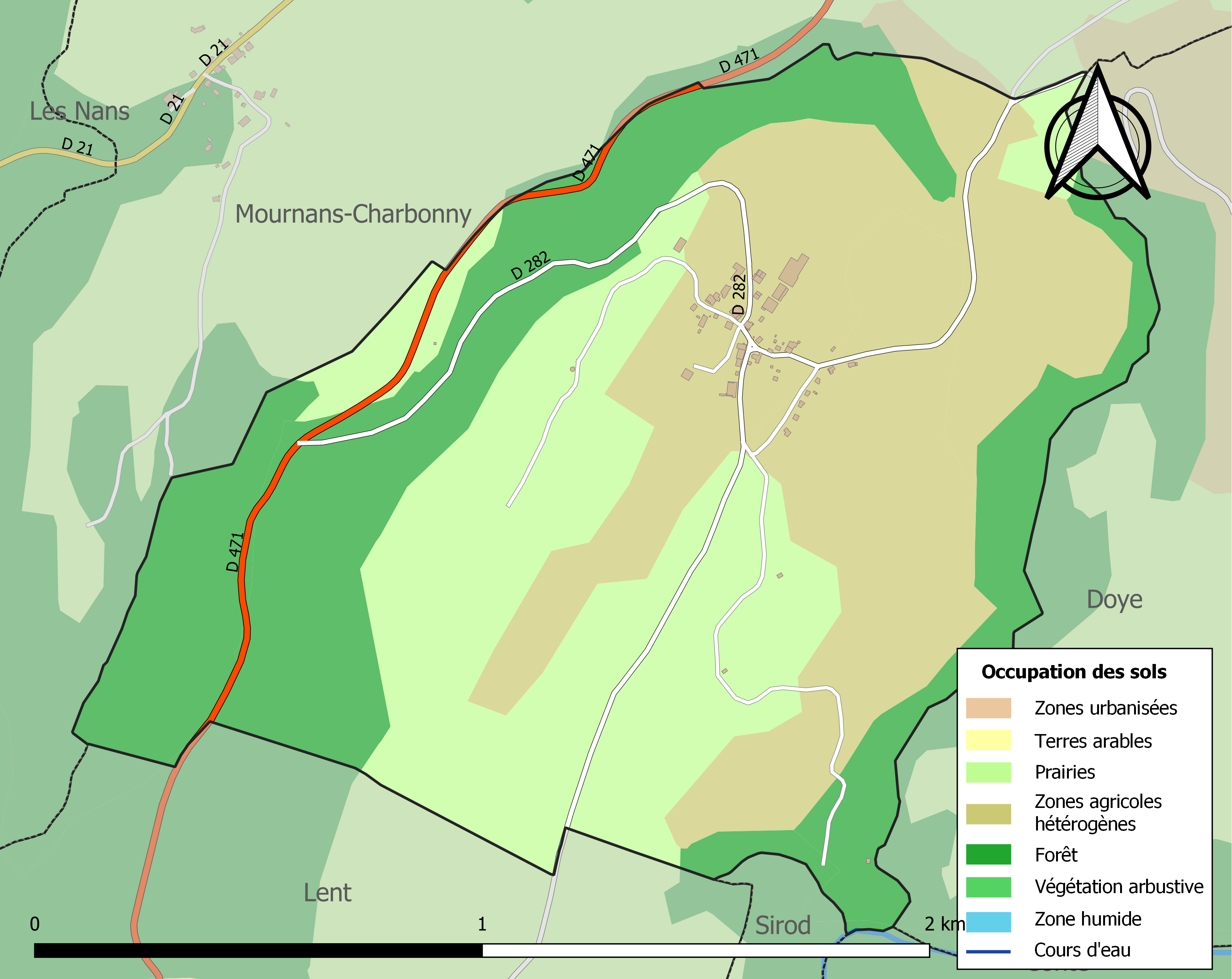
Carte des infrastructures et de l'occupation des sols de la commune en 2018 (CLC).

## Histoire
La seigneurie de Charency dépendait des comtes de Bourgogne, et appartenait aux d’Andelot. Elle appartient en 1402 à Jean de Vergy, qui rend hommage à Jean de Châlon, sire d'Arlay, pour les terres de Doye et de Charency, qu'il tenait de Jeanne de Chenecey, son épouse. En 1439, Antoine de Vergy en disposa en faveur de Jean de Vergy, son neveu. Jean, comte de Fribourg, fils de Marie de Vergy, intenta un procès à ce sujet.
Le 25 juillet 1553, les habitants firent un traité avec ceux de Sirod, pour régler leurs droits de parcours (façon dont leurs troupeaux pouvaient traverser le territoire de Sirod). Le sire de Châteauvillain donna son consentement à cette transaction.
À l'ouest du village, en un lieu-dit au Champ-du-Château et au Champ-de-la-Cour, existait un château fort, qui fut incendié par les armées de Louis XI, vers 1477-1479. Cette forteresse se composait d'un donjon de 20 mètres de longueur sur 12 de largeur. Son entrée méridionale était défendue par un large fossé et un pont-levis. Le côté ouest reposait sur un rocher à pic de 40 mètres de hauteur. Au pied ouest du château, est une vallée profonde, dans laquelle passe le ruisseau de l'Étang qui servait à alimenter sept étangs creusés par la main des hommes.

## Politique et administration
| Période   | Période   | Identité          | Étiquette | Qualité |
| --------- | --------- | ----------------- | --------- | ------- |
| mars 2001 | mars 2014 | Michel Grosjean   |           |         |
| mars 2014 | 2020      | Fabrice Bourgeois | DVD       | Ouvrier |
| 2020      | En cours  | Jean Herody       |           |         |

## Démographie
L'évolution du nombre d'habitants est connue à travers les recensements de la population effectués dans la commune depuis 1793. Pour les communes de moins de 10 000 habitants, une enquête de recensement portant sur toute la population est réalisée tous les cinq ans, les populations de référence des années intermédiaires étant quant à elles estimées par interpolation ou extrapolation. Pour la commune, le premier recensement exhaustif entrant dans le cadre du nouveau dispositif a été réalisé en 2005.

En 2022, la commune comptait 56 habitants, en stagnation par rapport à 2016 (Jura : −0,81 %, France hors Mayotte : +2,11 %).
| 1793 | 1800 | 1806 | 1821 | 1831 | 1836 | 1841 | 1846 | 1851 |
| ---- | ---- | ---- | ---- | ---- | ---- | ---- | ---- | ---- |
| 127  | 156  | 160  | 152  | 192  | 179  | 171  | 177  | 153  |

| 1856 | 1861 | 1866 | 1872 | 1876 | 1881 | 1886 | 1891 | 1896 |
| ---- | ---- | ---- | ---- | ---- | ---- | ---- | ---- | ---- |
| 153  | 156  | 146  | 128  | 112  | 95   | 100  | 106  | 115  |

| 1901 | 1906 | 1911 | 1921 | 1926 | 1931 | 1936 | 1946 | 1954 |
| ---- | ---- | ---- | ---- | ---- | ---- | ---- | ---- | ---- |
| 118  | 118  | 120  | 84   | 92   | 98   | 77   | 80   | 65   |

| 1962 | 1968 | 1975 | 1982 | 1990 | 1999 | 2005 | 2006 | 2010 |
| ---- | ---- | ---- | ---- | ---- | ---- | ---- | ---- | ---- |
| 54   | 45   | 40   | 37   | 35   | 41   | 51   | 51   | 55   |

| 2015 | 2020 | 2022 | - | - | - | - | - | - |
| ---- | ---- | ---- | - | - | - | - | - | - |
| 57   | 55   | 56   | - | - | - | - | - | - |

## Culture locale et patrimoine

### Lieux et monuments
- Tumulus anciens;
- Ruines du Moulinet;
- Église Saint-Martin (XVIIIe s);
- Fontaine.

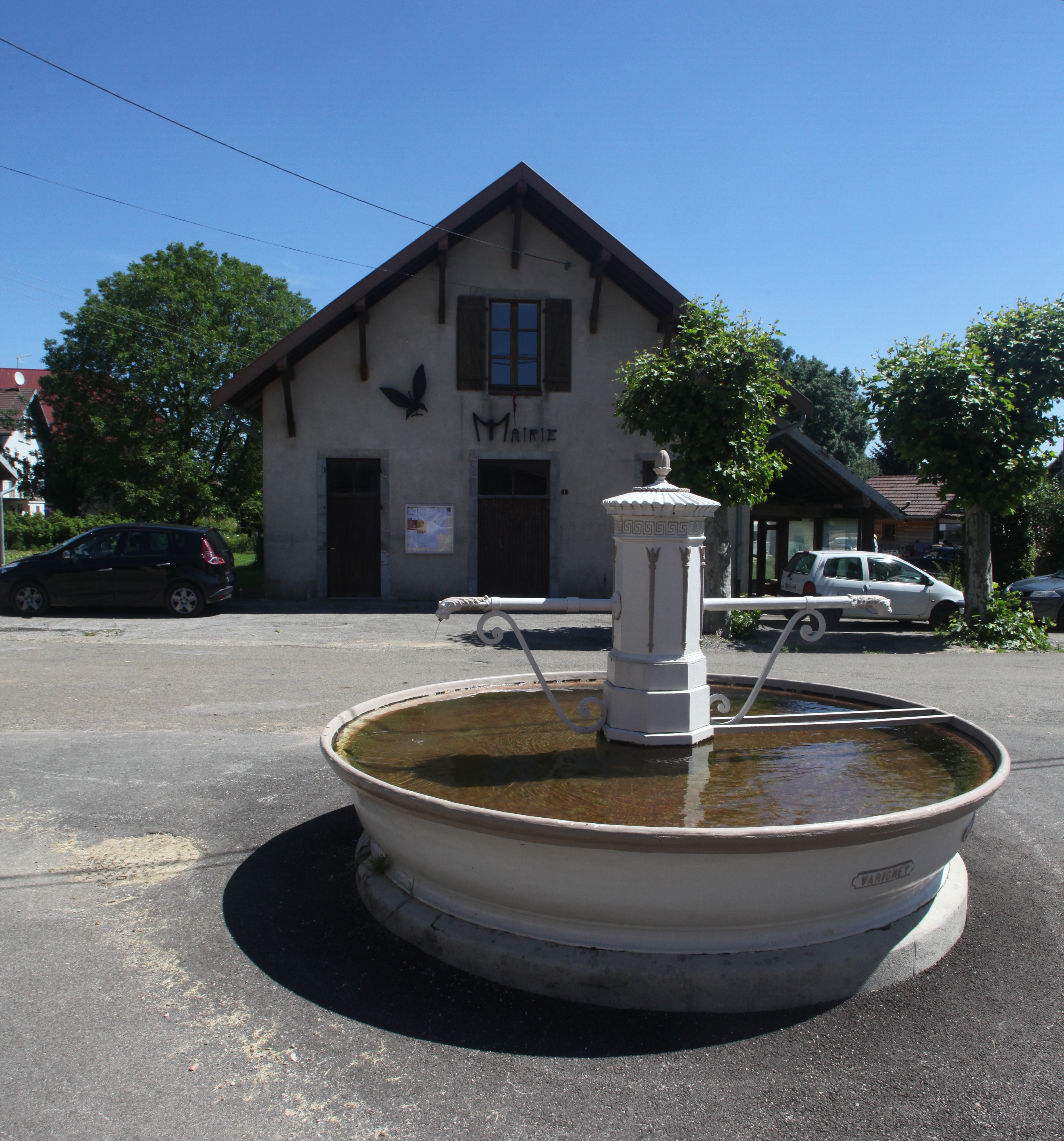
Fontaine et mairie.
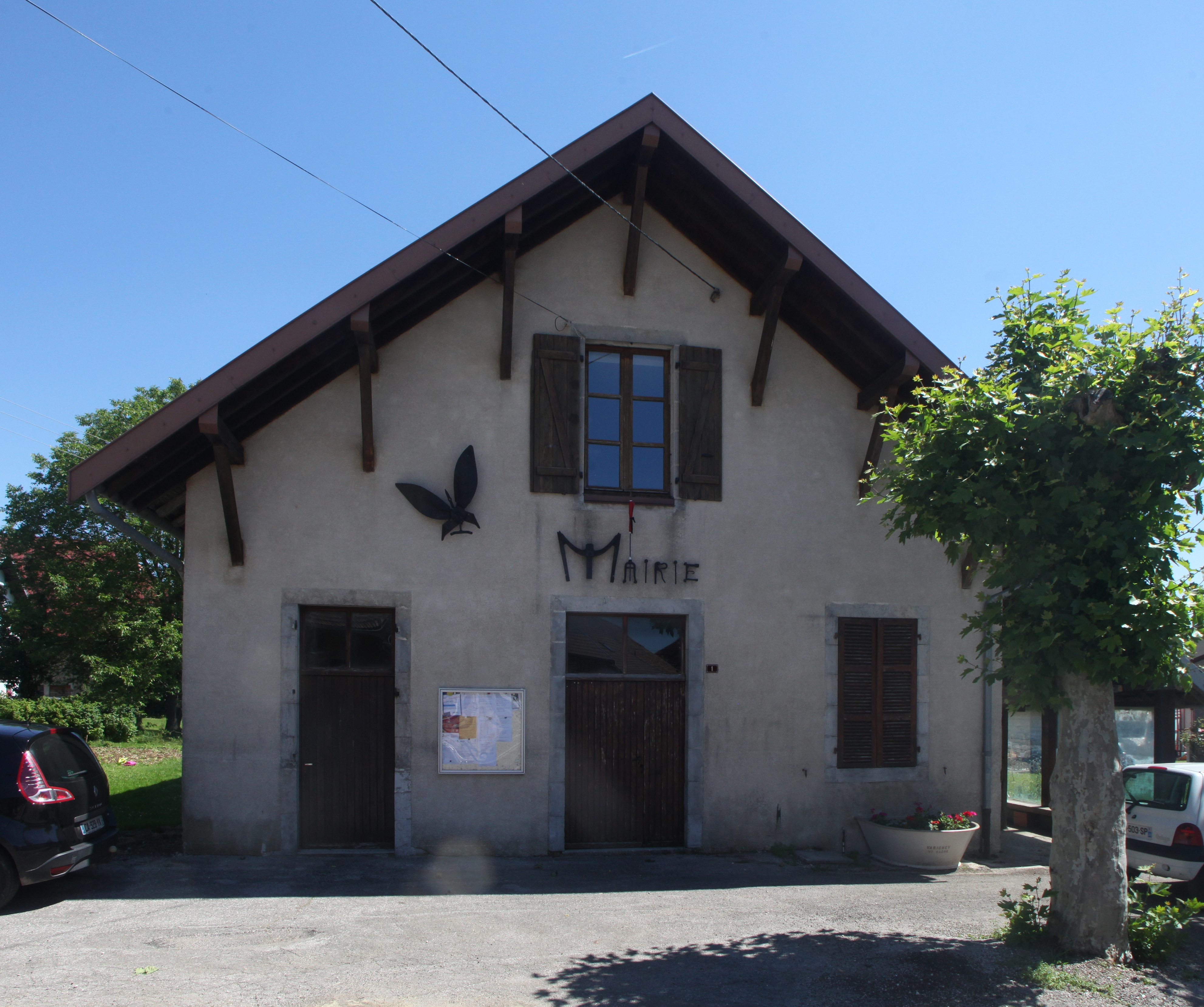
Mairie.
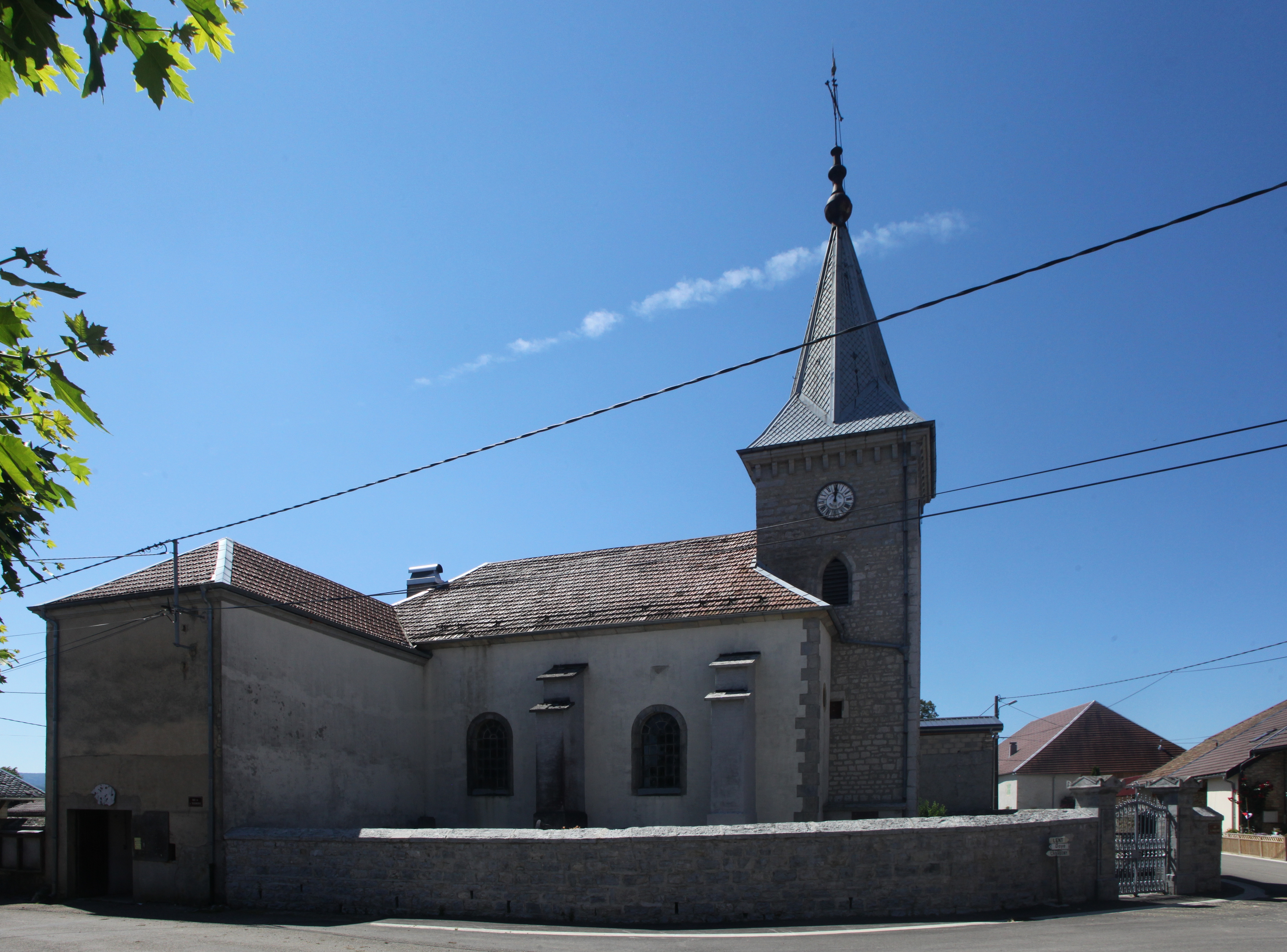
Église.
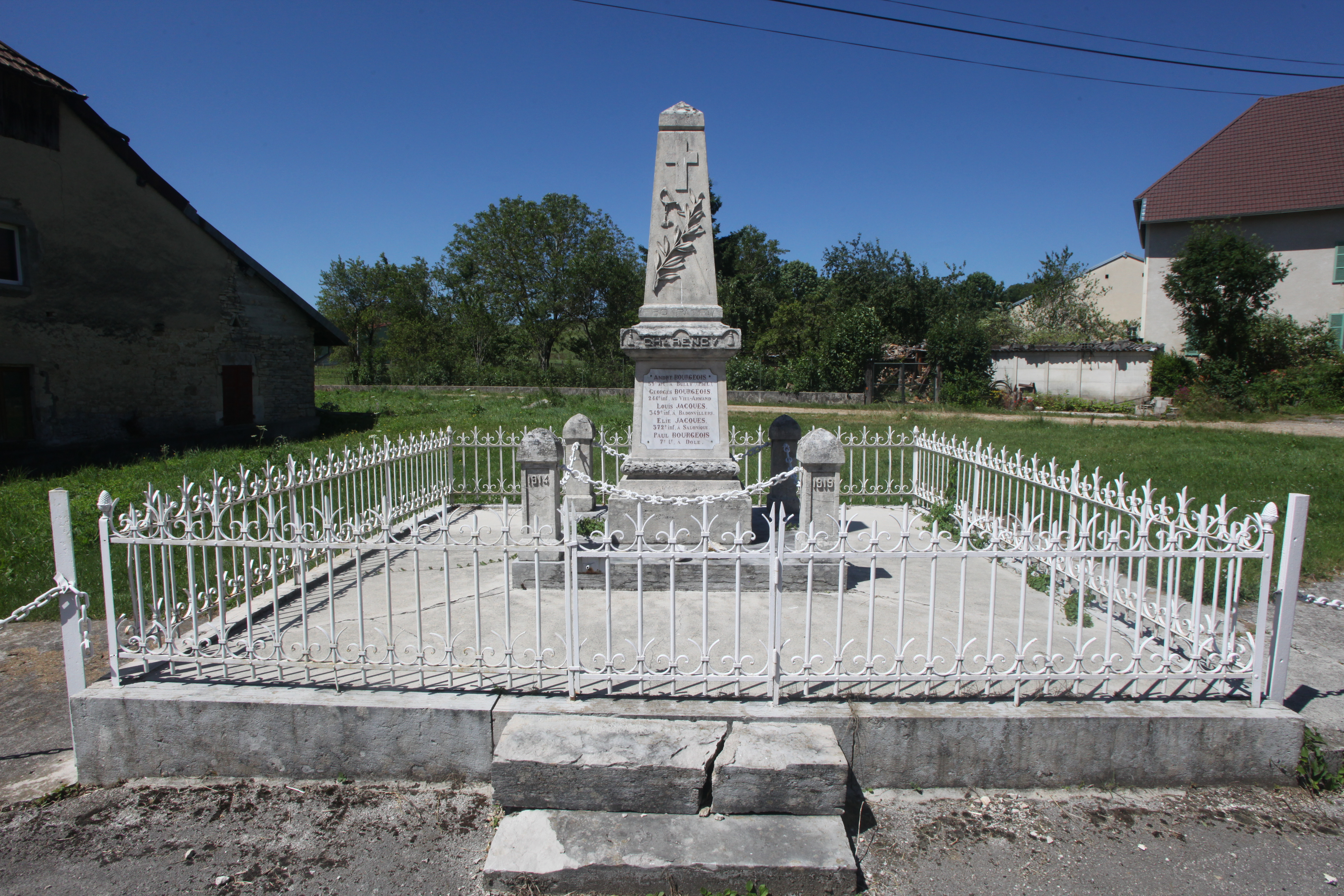
Monument aux morts.
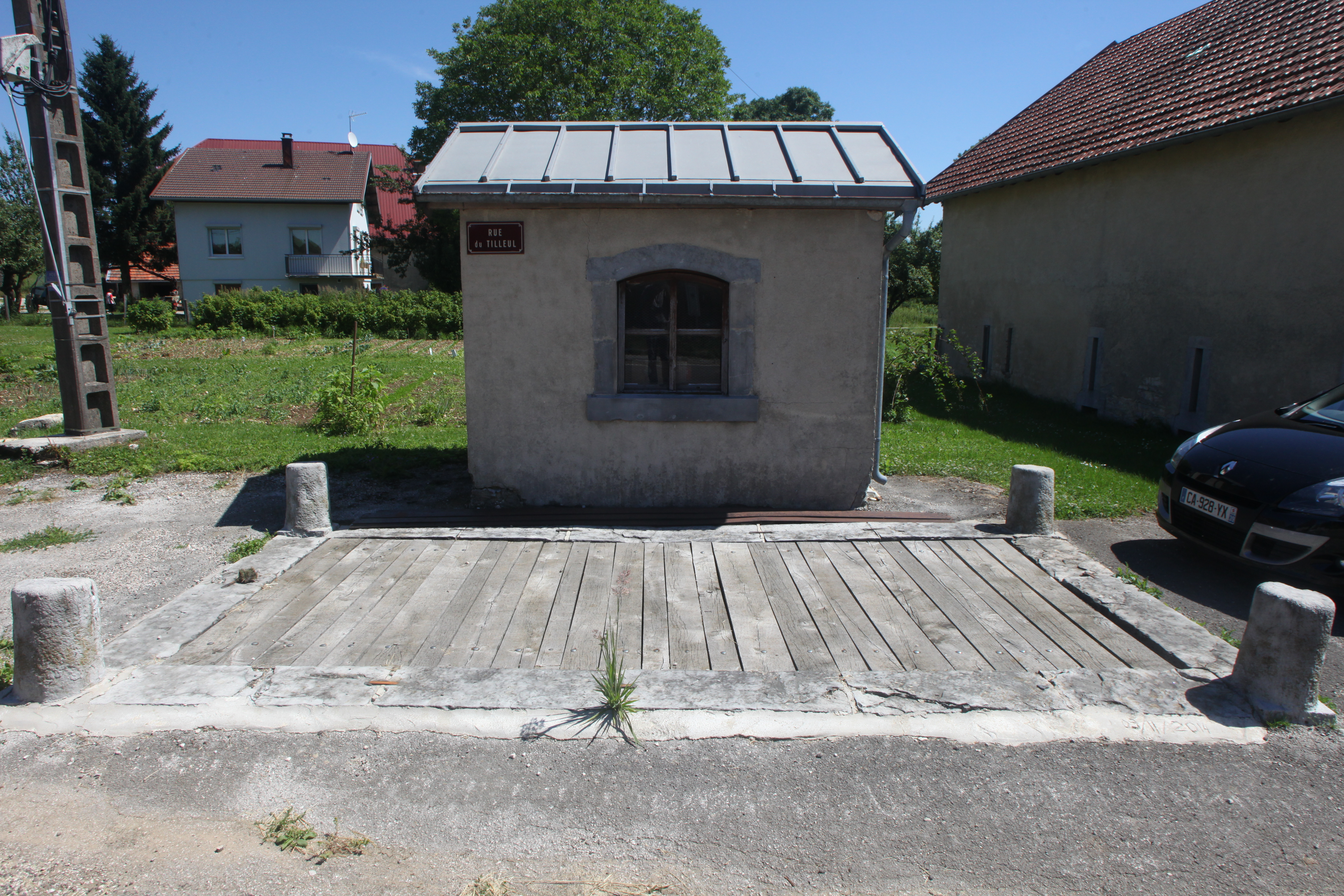
Poids public.